# رشا شيخ الدين جبريل
وُلدت رشا في 1971 في مدينة الخرطوم في السودان، وهي فنانة موسيقية وممثلة، عُرفت بظهورها في أفلام (الشيخ وأنا) 2012 و(البذخ) 1999.

## السيرة الحياتية
انفردت بالدمج بين التقاليد السودانية الشمالية وجنوب السودان، كما أحبت غناء الريغي. انتقلت رشا إلى أسبانيا عام 1991 وأطلقت ألبومها الأول (سودانيات) في 1997. وفي نفس الام أطلقت (ملح الأرض) مع ماريا ساجادو وأوكسيا وزيسوس بايمنتيل.
عملت مع مجموعة كامبالا في 1996 قبل ألبومها الأول، وساعدها مجيئها من أسرة كبيرة تنتمي لجماعة المثقفين والفنانين والموسيقيين. لديها 19 شقيق وشقيقة، كلهم يعملون بشكل أو بآخر في صناعة الموسيقى.
في 2017، شاركت رشا كفنانة أداء في مهرجان العيد بميدان ترافالجار في لندن، واستُضيفت في الحدث السنوي للفنانين العرب المتحدثين عن الثقافة العربية المعاصرة في المكتبة البريطانية المعروف بـ (شباك).
رُشّحت لأفضل أغنية أصلية في حفل جويا عام 2003.

## روابط خارجية
- رشا شيخ الدين جبريل على موقع IMDb (الإنجليزية)
- رشا شيخ الدين جبريل على موقع ميوزك برينز (الإنجليزية)
- رشا شيخ الدين جبريل على موقع ديسكوغز (الإنجليزية)